# Campeonato Asiático de Atletismo de 2015 - Lançamento de disco feminino
A prova do lançamento de disco feminino do Campeonato Asiático de Atletismo de 2015 foi disputada no dia 4 de junho de 2015 no Wuhan Stadium em Wuhan, na China. 

## Recordes
Antes desta competição, os recordes mundiais e do campeonato nesta prova eram os seguintes:
|                       | Nome             | Nacionalidade     | Distância | Local          | Data                  |
| --------------------- | ---------------- | ----------------- | --------- | -------------- | --------------------- |
| Recorde mundial       | Gabriele Reinsch | Alemanha Oriental | 76m 80cm  | Neubrandenburg | 9 de julho de 1988    |
| Recorde do campeonato | Song Aimin       | China             | 65m 15cm  | Incheon        | 2 de setembro de 2005 |
| Recorde asiático      | Xiao Yanling     | China             | 71m 68cm  | Pequim         | 14 de março de 1992   |

## Medalhistas
| Ouro            | Prata          | Bronze           |
| Su Xinyue (CHN) | Tan Jian (CHN) | Lu Xiaoxin (CHN) |

## Cronograma
Todos os horários são locais (UTC+8)
| Data       | Hora  | Evento |
| ---------- | ----- | ------ |
| 4 de junho | 17:05 | Final  |

## Final
A final da prova ocorreu dia 4 de junho às 17:05. 
| Posição           | Atleta            | Nacionalidade | #1    | #2    | #3    | #4    | #5    | #6    | Resultados | Notas |
| ----------------- | ----------------- | ------------- | ----- | ----- | ----- | ----- | ----- | ----- | ---------- | ----- |
| Medalha de ouro   | Su Xinyue         | China         | 61.49 | 63.51 | 62.68 | 62.46 | 63.43 | 63.90 | 63.90      |       |
| Medalha de prata  | Tan Jian          | China         | 59.59 | 60.84 | 62.97 | 59.50 | 60.00 | x     | 62.97      |       |
| Medalha de bronze | Lu Xiaoxin        | China         | 62.30 | 61.39 | 62.16 | 61.11 | x     | 58.32 | 62.30      |       |
| 4                 | Subenrat Insaeng  | Tailândia     | 55.96 | x     | 57.19 | 58.47 | 56.85 | 56.55 | 58.47      |       |
| 5                 | Li Tsai-Yi        | Taipé Chinesa | 53.08 | x     | 46.26 | 50.51 | 51.34 | 51.88 | 53.08      |       |
| 6                 | Kaur Dhillon      | Índia         | x     | 49.52 | 51.66 | x     | x     | x     | 51.66      |       |
| 7                 | Fateme Khayati    | Irão          | 45.54 | 45.78 | 48.64 | 47.31 | 42.50 | 45.32 | 48.64      |       |
| 8                 | Eriko Nakata      | Japão         | 47.73 | 46.53 | 48.13 | 48.05 | 47.63 | 43.96 | 48.13      |       |
| 9                 | Mariya Telushkina | Cazaquistão   | x     | 41.43 | 41.07 |       |       |       | 41.43      |       |

Legenda
| Recorde mundial       | Recorde mundial (World record)               |                       | Recorde africano                      | Recorde africano (African) |                                           | Q | Classificado por posição (Qualified) |
| Recorde do campeonato | Recorde do campeonato (Championship record)  | Recorde da América    | Recorde da América (Americas)         | q                          | Classificado por melhor tempo (Qualified) |   |                                      |
| Melhor marca do ano   | Melhor marca do ano (World leading)          | Recorde asiático      | Recorde asiático (Asian)              | DNS                        | Não largou (Did not start)                |   |                                      |
| Recorde nacional      | Recorde nacional (National record)           | Recorde europeu       | Recorde europeu (European)            | DNF                        | Não terminou (Did not finish)             |   |                                      |
| Recorde pessoal       | Recorde pessoal do atleta (Personal best)    | Recorde da Oceania    | Recorde da Oceania (Oceania)          | DSQ / DQ                   | Desclassificado (Disqualified)            |   |                                      |
| Recorde da temporada  | Recorde da temporada do atleta (Season best) | Recorde sul-americano | Recorde sul-americano (South America) | NM                         | Sem marca (No mark)                       |   |                                      |